# Oranjebonte parelmoervlinder
De oranjebonte parelmoervlinder (Euphydryas intermedia) is een vlinder uit de familie Nymphalidae (Aurelia's), onderfamilie Melitaeinae. De wetenschappelijke naam is voor het eerst geldig gepubliceerd in 1859 door Édouard Ménétries.
De soort komt voor in Europa.